# Fina Estampa (trilha sonora)

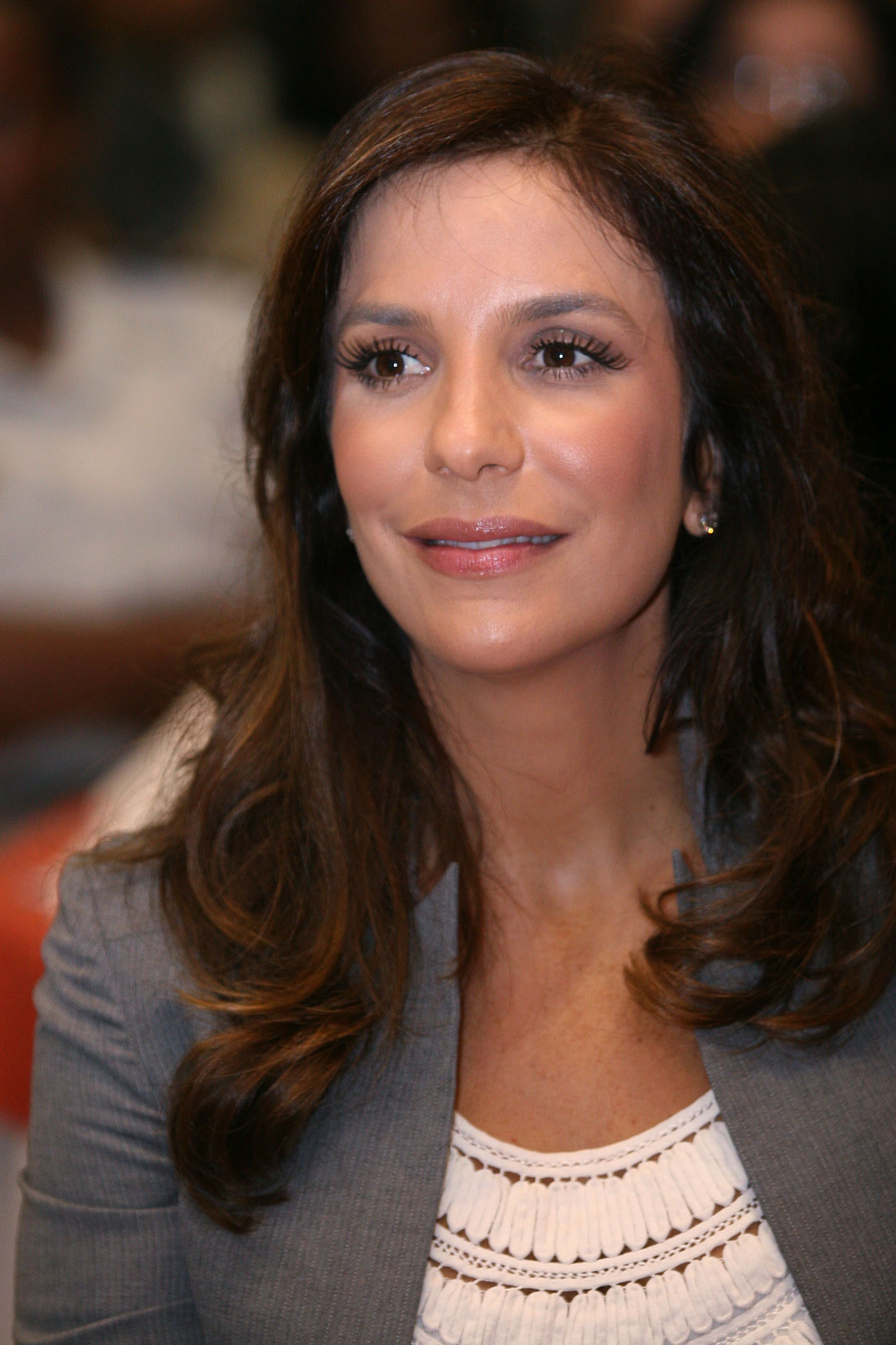
A cantora brasileira Ivete Sangalo regravou a canção "Eu Nunca Amei Ninguém Como Eu Te Amei" para a trilha sonora nacional de Fina Estampa.

A seguir apresentam-se os lançamentos discográficos de Fina Estampa, uma telenovela brasileira de autoria de Aguinaldo Silva produzida pela rede de televisão Rede Globo e exibida no horário das 21 horas entre 22 de agosto de 2011 a 23 de março de 2012, substituindo Insensato Coração (2011), e sendo sucedida por Avenida Brasil (2012) ao fim de 185 capítulos. O elenco principal inclui vários atores e atrizes. Dentre estes, estão incluídos Lília Cabral, Dalton Vigh, Christiane Torloni, Malvino Salvador, Carolina Dieckmann, Caio Castro, Adriana Birolli, Júlia Lemmertz, Dan Stulbach, Sophie Charlotte, e José Mayer.
"Elegante e sofisticada, mas com uma pegada popular. Apesar de a abertura ser instrumental, as músicas que acompanham nossa história são bastante populares."
— Wolf Maya falando sobre a trilha sonora de Fina Estampa.
Durante a sua exibição original, foram lançados três álbuns de compilação no formato de trilha sonora pela gravadora Som Livre. Estes são a trilha nacional, internacional, e instrumental, sendo que a nacional contém músicas cantadas em língua portuguesa e por cantores do Brasil, a internacional contém músicas cantadas em língua inglesa e por cantores internacionais, com exceção da canção "Fado Sagitário" do cantor português Camané, e a instrumental apresenta os temas instrumentais da telenovela.

## Nacional
O disco com as canções em português foi lançado em setembro de 2011 sob o formato Compact Disc (CD). Apresenta a imagem da atriz principal Lília Cabral na capa.
A música da trilha nacional conta com composições inéditas de Zeca Pagodinho, Arlindo Cruz e Sombrinha, que juntos compuseram a canção "Griselda". A trilha conta ainda com "Problemas", canção inédita de Ana Carolina, "Colorir Papel", da banda baiana Jammil e uma Noites, "Recado" de Gonzaguinha, "Flor Morena" da cantora Aline Calixto, "Menina Chapa-Quente" da funkeira Perlla, "Vamos Dançar" do cantor Ed Motta. Ivete Sangalo regravou "Eu Nunca Amei Alguém Como Eu Te Amei", de Eduardo Lages e Paulo Sérgio Valle. Jorge Vercilo está na trilha com "Memória do Prazer", e Seu Jorge com "Quem Não Quer Sou Eu".
Aguinaldo Silva, o autor da telenovela, começou a escrever a história de Griselda (interpretada por Lília Cabral) em Fina Estampa, logo pensou que a personagem merecia um tema musical feito por alguém que fosse tão popular e brasileiro quanto ela. "Pensei imediatamente em Zeca Pagodinho, que aceitou a empreitada, e ainda nos trouxe a luxuosa parceria de Arlindo Cruz e Sombrinha. O resultado foi esse tema de Griselda que, eu tenho certeza, vai se tornar uma das músicas mais ouvidas dos próximos meses", disse Silva. Após se encontrar com o autor, Pagodinho compôs a música e a gravou com Arlindo Cruz e Sombrinha. O autor escolheu a canção "Colorir Papel", da banda Jammil e Uma Noites, para ser o tema da turma da praia, se tornando na primeira músicos da banda a fazer parte da trilha sonora de uma novela das nove. "Ouvir minha composição em uma novela me deixa emocionado! No primeiro capítulo a música já tocou e foi lindo. Percebo que 'Colorir papel' e o núcleo da praia se complementam e transmitem o mesmo clima", disse o músico Levi Lima, o mais recente integrante da banda.
"Eu entreguei uma cópia do perfil da Griselda e, uma semana depois, voltamos a nos encontrar na mesma churrascaria para que eles nos apresentassem a primeira ideia. Eu ouvi, adorei, eles seguiram em frente... E duas semanas depois recebi o CD lá em casa com a primeira versão. No encontro seguinte, na mesma churrascaria, eles me entregaram a música pronta."
— Aguinaldo Silva falando sobre como foi composta o tema de Griselda, personagem principal da novela.
| Versão padrão  |                                                                                 |                                            |                          |         |  |
| N.º            | Título                                                                          | Compositor(es)                             | Personagem(ns)           | Duração |  |
| 1.             | "Recado" (Gonzaguinha)                                                          | Gonzaguinha                                | Griselda                 | 3:39    |  |
| 2.             | "Griselda" (Zeca Pagodinho, Arlindo Cruz, Sombrinha)                            | Zeca Pagodinho, Arlindo Cruz & Sombrinha   | Griselda                 | 2:42    |  |
| 3.             | "Flor Morena" (Aline Calixto)                                                   | A. Cruz, Jr. Dom, Zeca Pagodinho           | Dagmar                   | 4:04    |  |
| 4.             | "Eu Nunca Amei Ninguém Como Eu Te Amei" (Ivete Sangalo)                         | Eduardo Lages, Paulo Sérgio Valle          | Quinzé e Teodora         | 4:35    |  |
| 5.             | "Amor Covarde" (Jorge & Mateus)                                                 | Dorgival Dantas                            | Celeste e Baltazar       | 3:31    |  |
| 6.             | "Colorir Papel" (Jammil e Uma Noites)                                           | Levi Lima                                  | Turma da praia           | 2:47    |  |
| 7.             | "Problemas" (Ana Carolina)                                                      | Ana Carolina, Chiara Civello, Dudu Falcão  | Paulo e Esther           | 3:33    |  |
| 8.             | "Sem Limite" (Danni Carlos)                                                     | Paulo Sergio Valle, Michael Sullivan       | Teodora                  | 3:23    |  |
| 9.             | "Memória do Prazer" (Jorge Vercillo com participação de Ninah Jo)               | Jorge Vercillo, Gabriela Vercillo          | Amália e Rafael          | 3:55    |  |
| 10.            | "Nada Por Mim" (Ney Matogrosso)                                                 | Herbert Vianna, Paula Toller               | Juan Guilherme e Letícia | 3:13    |  |
| 11.            | "Quem Não Quer Sou Eu" (Seu Jorge)                                              | Seu Jorge, Gabriel Moura, Adriano Trindade | Patrícia e Antenor       | 5:29    |  |
| 12.            | "Menina Chapa-Quente" (Perlla)                                                  | C. Teles, MP Nunes, Mãozinha               | Solange                  | 3:49    |  |
| 13.            | "Hoje Ainda é Dia de Rock" (Marya Bravo)                                        | Zé Rodrix                                  | Álvaro e Zambeze         | 2:35    |  |
| 14.            | "Vamos Dançar" (Ed Motta)                                                       | Ed Motta, Rafael Cardoso                   | Juan Guilherme           | 3:45    |  |
| 15.            | "Segura" (Eduardo Dussek)                                                       | D. Falcão                                  | Crô                      | 2:58    |  |
| 16.            | "Fina Estampa" (instrumental) (Victor Pozas, Roberto Pollo, Alexandre Castilho) | Chabuca Granda                             | Abertura                 | 1:05    |  |
| Duração total: | Duração total:                                                                  | Duração total:                             | Duração total:           | 51:43   |  |

## Internacional
O disco com as canções em inglês foi lançado em janeiro de 2012 e apresenta a imagem de Christiane Torloni em sua capa.
Acompanhando a trilha nacional, grandes nomes da música internacional, como Ella Fitzgerald e Burt Bacharach, também embalam os personagens de Fina Estampa. Para embalar a história do triângulo amoroso formado por Tereza Cristina (interpretada por Christiane Torloni), René (interpretado por Dalton Vigh) e Griselda (interpretada por Lília Cabral), foi escolhida a música "Someone Like You" (2011), da cantora britânica Adele. Outra canção é "Walkin' on Air (Burn)", de autoria de Mister Jam com participação de Ali Pierre & King TEF, que anima os desfiles de moda da Fio Carioca.
"Sempre amei o jeito brasileiro e estou feliz porque minha música encontrou fãs em um dos lugares que mais gosto no mundo."
— Ali Pierre expressando sua felicidade por ter uma música de sua autoria na trilha sonora da novela.
As músicas "This Guy's in Love with You" de Burt Bacharach e "The Lady Is a Tramp" de Ella Fitzgerald foram divulgadas no site da telenovela como parte integrante da trilha sonora internacional, apesar de não fazerem parte do CD, lançado pela gravadora Som Livre.
| Versão padrão  |                                                                                | |                         |         |  |
| N.º            | Título                                                                         | Compositor(es)                                                                                                   | Personagem(ns)          | Duração |  |
| 1.             | "Brighter Than the Sun" (Colbie Caillat)                                       | Colbie Caillat, Ryan Tedder                                                                                      | Locação                 | 3:51    |  |
| 2.             | "Someone Like You" (Adele)                                                     | Adele Atkins, Dan Wilson                                                                                         | Griselda                | 4:45    |  |
| 3.             | "Price Tag" (Jessie J com participação de B.o.B.)                              | Jessica Cornish, Lukasz Gottwald, Claude Kelly, Bobby Ray Simmons, Jr.                                           | Locação                 | 3:40    |  |
| 4.             | "Paradise" (Coldplay)                                                          | Guy Berryman, Jonny Buckland, Will Champion, Chris Martin                                                        | Patrícia e Antenor      | 4:38    |  |
| 5.             | "Just a Kiss" (Lady Antebellum)                                                | Charles Kelley, Hillary Scott, Dave Haywood, Dallas Davidson                                                     | Quinzé e Teodora        | 3:41    |  |
| 6.             | "1+1" (Beyoncé)                                                                | Terius Nash, Christopher Stewart, Beyoncé Knowles                                                                | Juan Gilherme e Letícia | 4:32    |  |
| 7.             | "Last Friday Night (T.G.I.F.)" (Katy Perry)                                    | Katheryn Hudson, L. Gottwald, Max Martin, Bonnie McKee                                                           | Locação                 | 3:50    |  |
| 8.             | "Walkin' on Air (Burn)" (Mister Jam com participação de Ali Pierre & King TEF) | | Geral                   | 3:54    |  |
| 9.             | "Called Out in the Dark" (Snow Patrol)                                         | Gary Lightbody, Jonny Quinn, Nathan Connolly, Paul Wilson, Tom Simpson, Johnny McDaid, Matthias Bell, Garret Lee | Locação                 | 4:03    |  |
| 10.            | "My Love" (Julio Iglesias com Stevie Wonder)                                   | | Paulo e Esther          | 5:33    |  |
| 11.            | "Ecstasy" (Mario Biondi)                                                       | | Danielle Fraser         | 4:32    |  |
| 12.            | "Evil Diva" (Tabatha Fher)                                                     | | Tereza Cristina         | 4:32    |  |
| 13.            | "Give It Away" (Quincy Coleman)                                                | | Esther                  | 4:44    |  |
| 14.            | "They Can't Take That Away From Me" (Ronaldo Canto e Mello)                    | | Pereirinha              | 2:43    |  |
| 15.            | "Fado Sagitário" (Camané)                                                      | | Guaracy                 | 3:07    |  |
| 16.            | "Perfect" (MIGGS)                                                              | | Patrícia                | 4:48    |  |
| Duração total: | Duração total:                                                                 | Duração total:                                                                                                   | Duração total:          | 64:53   |  |

## Instrumental
Em março de 2012 foi lançado um disco com os instrumentais da telenovela sob a autoria de Victor Pozas e João Paulo Mendonça, os criadores do tema de abertura da novela. A sua capa apresenta o logotipo de Fina Estampa. Embora seja um álbum de instrumentais, não apresenta a música de abertura.
Todas as músicas compostas por Victor Pozas e João Paulo Mendonça.
| Versão padrão  |                     |         |  |
| N.º            | Título              | Duração |  |
| 1.             | "O Sempre"          | 2:36    |  |
| 2.             | "Valsa de Julho"    | 2:08    |  |
| 3.             | "De noite"          | 2:38    |  |
| 4.             | "Dia novo"          | 3:29    |  |
| 5.             | "Triste saudade"    | 3:03    |  |
| 6.             | "De primeira"       | 2:06    |  |
| 7.             | "Sob a ponte"       | 3:06    |  |
| 8.             | "JPM e Mariana"     | 2:15    |  |
| 9.             | "Dois lugares"      | 2:24    |  |
| 10.            | "Tema de Crodoaldo" | 2:01    |  |
| 11.            | "Lacrimeja"         | 2:49    |  |
| 12.            | "Suspenso"          | 1:48    |  |
| 13.            | "Sem Ela"           | 3:14    |  |
| Duração total: | Duração total:      | 33:41   |  |